# Hamerblaadje
Hamerblaadje (Cladonia strepsilis) is een korstmossoort uit de familie Cladoniaceae. Het groeit alleen op zure ondergrond, vaak op zonnige plaatsen op kiezelhoudende rotsen of op schaduwrijke plaatsen met bryophyten. Deze korstmos vormt een symbiose met de alg Trebouxioid.

## Determinatie
Hamerblaadje bestaat uit kleine pollen van schubben. De schubben zijn 0,5 cm breed en 2 cm lang. Aan de bovenkant zijn de schubben grijsgroen tot bruingroen en aan de onderkant wit. De schubben zijn onregelmatig ingesneden, en de oppervlakte vertoont een structuur die doet denken aan gehamerd metaal (waar het zijn naam aan dankt). De buitenrand bevat geen haren. Soms komen onopvallende bruine vruchtlichamen voor op holle stelen. 
Hamerblaadje heeft een kenmerkende blauw tot helder smaragdgroen kleurreactie met C+. Hiermee onderscheidt het zich van andere Cladonia-soorten waar het vaak mee samengroeit. Andere kleurreacties zijn K–, KC–, P+ (geel), UV+ (wittig).

## Ecologie
Hamerblaadje geeft de voorkeur aan een zeer zure substraat-pH of met tussenliggende waarden tussen zeer zuur en subneutraal. Deze soort heeft voor groei een koud gematigd of bergklimaat van het boreale type nodig. 

## Verspreiding
Het komt wereldwijd voor. De soort komt in vrijwel geheel Europa voor (behalve het oostelijke Middellandse Zeegebied). Daarnaast komt de soort voor in Oost-Azië (Midden en Oost Rusland, China, Japan, Taiwan), langs de oostkust van Noord-Amerika, in het Caribische gebied en langs de Oostkust van Zuid-Amerika. In subtropische gebieden groeit het uitsluitend in berggebieden. 
In Nederland is hamerblaadje zeldzaam en staat op de Nederlandse Rode Lijst in de categorie 'kwetsbaar'. De soort komt alhier alleen op de hogere zandgronden in het binnenland voor.